# Roman (egzarcha)
Roman (zm. 598) – egzarcha Rawenny w latach 589–598.
Zastąpił skompromitowanego Smaragdusa. Jego rządy cechowała nieustanna walka z Longobardami oraz napięte stosunki z papieżem Grzegorzem Wielkim. 